# محمد پورشریف
محمد پورشریف (زاده ۱۳۶۸ در تبریز ) دوچرخه سوار ایرانی عضو تیم ملی دوچرخه سواری کوهستان ایران است. وی یکی از اعضای تیم ملی دوچرخه سواری ایران در رقابت‌های قهرمانی آسیای سال ۲۰۱۷ که در کشور چین برگزار شد بود موفق به کسب مدال برنز در ماده‌تیم رلی برای اولین بار در تاریخ ایران شد.
او سال ۲۰۱۸ در بازی‌های آسیایی جاکارتا حضور داشت و جایگاه پنجم را کسب کرد. محمد پورشریف در حال حاضر رکابزن تیم دانشگاه آزاد اسلامی است.